# 線紋無鬚魮
線紋無鬚魮（学名：Puntius lineatus）是輻鰭魚綱鯉形目鯉科的一個種，分布於亞洲馬來西亞及印尼，體長可達5.3公分，棲息在開闊的沼澤且水草密佈的水域，可做為觀賞魚。
其种加词“Lineatus”意为“有线纹的”。

## 外部連結
- 線紋無鬚魮的圖片 （页面存档备份，存于）